# Nippon Series 1986
Die Nippon Series 1986 war die 37. Auflage der Finals der japanischen Baseballmeisterschaft. Die "Best-of-Seven"-Serie fand zwischen dem 18. und 27. Oktober 1986 statt. Die Seibu Lions als Vertreter der Pacific League unter Manager Masaaki Mori trafen auf die Hiroshima Tōyō Carp aus der Central League unter ihrem Manager Junrō Anan. Das Heimrecht in den ersten beiden und ab dem sechsten Spiel hatten die Carp als Vertreter der Central League.
Die DH-Regel war zwar 1985 in der Nippon Series eingeführt worden, galt aber zunächst jedes zweite Jahr für die gesamte Serie: 1985 wurden demnach alle Spiele mit, 1986 alle ohne DH durchgeführt. Erst ab 1987 galt sie in jedem einzelnen Spiel entsprechend der Ligazugehörigkeit des Gastgebers.

## Spiele
Wegen eines Unentschiedens nach 14 Innings im ersten Spiel lief die Serie erstmals in der Geschichte der Nippon Series über acht Spiele. Nach einem 0-3-Rückstand gewannen die Lions die folgenden vier Spiele und damit ihren sechsten Meistertitel. Auch im fünften Spiel, ab dem Hiroshima ein weiterer Sieg die Meisterschaft gesichert hätte, hatte es nach neun Innings unentschieden gestanden; erst im 12. Inning entschied der Pitcher Kimiyasu Kudō selbst mit einem sayonara hit, einem Walk-off Hit, das Spiel für die Lions. Kudō steuerte außerdem zwei Saves im sechsten und achten Spiel zum Titelgewinn der Lions bei. Er wurde als MVP der Serie ausgezeichnet.
| Spiel             | Datum            | Gast                | Score | Heim                | Score | Starter (SEI-HIR)                 | Gesamtstand (SEI-HIR) | Stadion                     | Zuschauer |
| ----------------- | ---------------- | ------------------- | ----- | ------------------- | ----- | --------------------------------- | --------------------- | --------------------------- | --------- |
| 1                 | 18. Oktober 1986 | Seibu Lions         | 2     | Hiroshima Tōyō Carp | 2     | Higashio–Kitabeppu                | 0–0 (1)               | Hiroshima Shimin Kyūjō      | 26.037    |
| 2                 | 19. Oktober 1986 | Seibu Lions         | 1     | Hiroshima Tōyō Carp | 2     | Kudō–Ōno                          | 0–1 (1)               | Hiroshima Shimin Kyūjō      | 26.652    |
| 3                 | 21. Oktober 1986 | Hiroshima Tōyō Carp | 7     | Saitama Seibu Lions | 4     | Kuo–Nagadomi                      | 0–2 (1)               | Seibu-Lions-Baseballstadion | 31.769    |
| 4                 | 22. Oktober 1986 | Hiroshima Tōyō Carp | 3     | Seibu Lions         | 1     | Matsunuma–Kaneishi (Win: Tsuda)   | 0–3 (1)               | Seibu-Lions-Baseballstadion | 32.136    |
| 5                 | 23. Oktober 1986 | Hiroshima Tōyō Carp | 1     | Seibu Lions         | 2     | Higashio–Kitabeppu (Win: Kudō)    | 1–3 (1)               | Seibu-Lions-Baseballstadion | 32.395    |
| 6                 | 25. Oktober 1986 | Seibu Lions         | 3     | Hiroshima Tōyō Carp | 1     | Watanabe–Ōno                      | 2–3 (1)               | Hiroshima Shimin Kyūjō      | 26.107    |
| 7                 | 26. Oktober 1986 | Seibu Lions         | 3     | Hiroshima Tōyō Carp | 1     | Matsunuma–Nagadomi                | 3–3 (1)               | Hiroshima Shimin Kyūjō      | 26.101    |
| 8                 | 27. Oktober 1986 | Seibu Lions         | 3     | Hiroshima Tōyō Carp | 2     | Higashio–Kaneishi (Win: Watanabe) | 4–3 (1)               | Hiroshima Shimin Kyūjō      | 16.828    |
| Seibu gewinnt 4–3 |                  |                     |       |                     |       |                                   |                       |                             |           |